# Стубал (Краљево)
Стубал је насељено место града Краљева у Рашком округу. Према попису из 2022. било је 1007 становника.
Овде се налази Запис крушка код манастира (Стубал).

## Демографија
У насељу Стубал живи 1077 пунолетних становника, а просечна старост становништва износи 43,1 година (41,6 код мушкараца и 44,6 код жена). У насељу има 371 домаћинство, а просечан број чланова по домаћинству је 3,54.
Ово насеље је великим делом насељено Србима ( попису из 2002. године), а у последња три пописа, примећен је пад у броју становника.
|  |

| Демографија | Демографија | Демографија |
| Година      | Становника  | Становника  |
| ----------- | ----------- | ----------- |
| 1948.       | 1.643       |             |
| 1953.       | 1.700       |             |
| 1961.       | 1.665       |             |
| 1971.       | 1.581       |             |
| 1981.       | 1.655       |             |
| 1991.       | 1.526       | 1.399       |
| 2002.       | 1.314       | 1.549       |

| Етнички састав према попису из 2002.‍ | Етнички састав према попису из 2002.‍ | Етнички састав према попису из 2002.‍ | Етнички састав према попису из 2002.‍ | Етнички састав према попису из 2002.‍ |
| ------------------------------------ | ------------------------------------ | ------------------------------------ | ------------------------------------ | ------------------------------------ |
|                                      |                                      |                                      |                                      |                                      |
| Срби                                 | Срби                                 |                                      | 1.309                                | 99,61%                               |
| Црногорци                            | Црногорци                            |                                      | 3                                    | 0,22%                                |
| Словенци                             | Словенци                             |                                      | 1                                    | 0,07%                                |
| непознато                            | непознато                            |                                      | 1                                    | 0,07%                                |

| Година пописа     | 1948. | 1953. | 1961. | 1971. | 1981. | 1991. | 2002. |
| ----------------- | ----- | ----- | ----- | ----- | ----- | ----- | ----- |
| Број домаћинстава | 275   | 282   | 340   | 372   | 403   | 377   | 371   |

| Број чланова      | 1  | 2  | 3  | 4  | 5  | 6  | 7  | 8 | 9 | 10 и више | Просек |
| ----------------- | -- | -- | -- | -- | -- | -- | -- | - | - | --------- | ------ |
| Број домаћинстава | 49 | 91 | 57 | 54 | 53 | 43 | 19 | 5 | 0 | 0         | 3,54   |

| Пол    | Укупно | Неожењен/Неудата | Ожењен/Удата | Удовац/Удовица | Разведен/Разведена | Непознато |
| ------ | ------ | ---------------- | ------------ | -------------- | ------------------ | --------- |
| Мушки  | 562    | 142              | 372          | 37             | 11                 | 0         |
| Женски | 555    | 67               | 372          | 109            | 7                  | 0         |
| УКУПНО | 1.117  | 209              | 744          | 146            | 18                 | 0         |

| Пол    | Укупно                    | Пољопривреда, лов и шумарство | Рибарство                            | Вађење руде и камена | Прерађивачка индустрија       |
| ------ | ------------------------- | ----------------------------- | ------------------------------------ | -------------------- | ----------------------------- |
| Мушки  | 330                       | 162                           | 0                                    | 1                    | 95                            |
| Женски | 169                       | 112                           | 0                                    | 0                    | 27                            |
| УКУПНО | 499                       | 274                           | 0                                    | 1                    | 122                           |
| Пол    | Производња и снабдевање   | Грађевинарство                | Трговина                             | Хотели и ресторани   | Саобраћај, складиштење и везе |
| Мушки  | 2                         | 14                            | 15                                   | 3                    | 10                            |
| Женски | 0                         | 0                             | 6                                    | 3                    | 4                             |
| УКУПНО | 2                         | 14                            | 21                                   | 6                    | 14                            |
| Пол    | Финансијско посредовање   | Некретнине                    | Државна управа и одбрана             | Образовање           | Здравствени и социјални рад   |
| Мушки  | 1                         | 3                             | 9                                    | 0                    | 1                             |
| Женски | 1                         | 1                             | 1                                    | 4                    | 6                             |
| УКУПНО | 2                         | 4                             | 10                                   | 4                    | 7                             |
| Пол    | Остале услужне активности | Приватна домаћинства          | Екстериторијалне организације и тела | Непознато            | Непознато                     |
| Мушки  | 10                        | 0                             | 0                                    | 4                    | 4                             |
| Женски | 2                         | 0                             | 0                                    | 2                    | 2                             |
| УКУПНО | 12                        | 0                             | 0                                    | 6                    | 6                             |